# Христо Тотев (кинодеец)
Вижте пояснителната страница за други личности с името Христо Тотев.
Христо Тотев Тотев е български кинооператор.

## Биография
Роден е на 12 декември 1939 г. в Симеоновград, завършил политикономия и статистика в София (1963), а след това (задочно) операторско майсторство във ВГИК, Москва (1973).
Работил е като оператор в Българската национална телевизия от 1960 до 1972 г. След това отива в Студия за игрални филми „Бояна“. Има редица награди за операторско майсторство, сред които за филма „Осъдени души“ и сериала „Адаптация“ – творби на покойния български режисьор Въло Радев. Оператор на филмите „Баща ми бояджията“ (1974, дипломна работа във ВГИК), „Бон шанс, инспекторе“ (1983), „Константин Философ“ (1983), „Търси се съпруг за мама“ (1985), „Ева на третия етаж“ (1987), „Карнавалът“ (1990) и др.
Между 1982 и 1990 година работи като агент на Шесто управление на Държавна сигурност под псевдонима Владимир.
Христо Тотев бил е председател на Съюза на българските филмови дейци (1992 – 1996) и член на Управителния съвет на БНТ (1999 – 2001).
Преподава в Югозападния университет „Неофит Рилски“, Благоевград и НБУ. Работи върху сценарий за игрален филм по своето досие в Държавна сигурност – проектът е озаглавен Операция „Операторът“, а съавтор на Христо Тотев е актьорът Руси Чанев. Филмът „Зад кадър“ (2011), режисьор Светослав Овчаров излиза през 2012 г.